# Макдермитт (Невада и Орегон)
Макдермитт (англ. McDermitt) — неинкорпорированное сообщество, расположенное на границе Невады и Орегона, в округах Гумбольдт, Невада, и Малур, Орегон, Соединенные Штаты Америки.
Исторически экономика Макдермитта была основана на горнодобывающей промышленности, скотоводстве и сельском хозяйстве. Последняя горнодобывающая операция была закрыта в 1990 году, что привело к неуклонному сокращению численности населения.
По данным переписи 2010 года, общая численность населения составляла 513 человек. Семьдесят пять процентов жителей были американскими индейцами, преимущественно северными пайютами индейской резервации Форт-Макдермитт, в которую входят (помимо прочих) шошоны.

## История
Община, первоначально называвшаяся Дагаут (англ. Dugout, «землянка»), была названа в честь форта Макдермит. Он был назван в честь подполковника Чарльза Макдермита, командующего военным округом Невада, который был убит индейцами в стычке в этом районе в 1865 году. Неизвестно, почему существует расхождение в орфографии. Форт Макдермит, который находился в 8 км от нынешнего города, был первоначально создан для защиты маршрута дилижанса из Вирджинии через Уиннемакку в Силвер-сити, территория штата Айдахо. Служебная дорога была самым важным транспортным маршрутом военных на юго-востоке Орегона. Городок был создан как опора для форта Макдермит.

## География и климат
Община находится на шоссе США 95, в 117 км. к северу от Уиннемакки. Высота Макдермитта составляет 1351 м над уровнем моря.
Макдермитт находится в Орегонской высокой пустыне с пустынным климатом (по классификации климатов Кёппена — BSk), в среднем 230 мм осадков в год с жарким, сухим летом и холодной зимой. Большая часть осадков (47%) выпадает с марта по июнь, около 23% — с сентября по ноябрь, и 25% с декабря по февраль, в основном в виде снега.
Район Макдермитт может похвастаться самой долгой историей метеорологических наблюдений в Неваде — данные начинаются с 1866 года. Самые ранние метеорологические станции Невады находились на армейских постах. Корпус связи армии США (USASC) был ответственен за погодную службу в конце XIX века и создал Национальную метеорологическую службу в 1870 году.

## Демография
Для статистических целей Бюро переписи населения выделило Макдермитту две статистически обособленных местности (англ. census-designated place, CDP, административные единицы США) для проведения переписи: Макдермитт, штат Невада, и Форт Макдермитт, штат Невада. Орегонская часть не является частью Макдермиттской CDP (McDermitt CDP), а включена в статистическую область Ontario, OR- ID Micropolitan.

### Fort McDermitt CDP
По данным переписи населения США 2010 года, здесь проживал 341 человек, из которых 30% были в возрасте до 18 лет и 11% (39 человек) в возрасте старше 65 лет. 92% (313 человек) были американскими индейцами, причем 3,5% (12 человек) описывались как принадлежащие к двум или более расам, а 0,6% (два человека) были белыми. Насчитывалось 125 единиц жилья, причем 86% (108) из них были признаны занятыми. На каждые 100 женщин приходится 108 мужчин.

### McDermitt CDP
По данным переписи населения США 2010 года, здесь проживали 172 человека, из которых 18% были в возрасте до 18 лет и 22% (38 человек) в возрасте старше 65 лет. 24% (42 человека) были американскими индейцами, причем 0% описывались как принадлежащие к двум или более расам, а 68% (117 человек) были белыми. Насчитывалась 101 единица жилья, причем 77% (78) из них были признаны занятыми. На каждые 100 женщин приходится 110 мужчин.

## Экономика
Экономика Макдермитта исторически была основана на горнодобывающей промышленности, скотоводстве и сельском хозяйстве. В период с 1917 по 1989 год здесь располагались четыре национально значимых ртутных рудника в кальдере Макдермитта — Bretz, Opalite, Cordero и McDermitt — которые с 1933 по 1989 год были крупнейшими производителями в Северной Америке. В 1985 году из 16 530 колб ртути (каждая из которых содержит 76 фунтов (34 кг)), произведенных в США, 16 337 поступили из шахты Макдермитта. Закрытие добычи ртути в 1990 году привело к значительному сокращению численности населения.
Значительными золотыми рудниками в близлежащих горах Санта-Роза были рудник Нэшнл (англ. the National mine), который произвёл свыше 200 000 тройских унций (6 200 кг), и рудник Бакскин-Нэшнел (англ. the Buckskin National mine), который произвел 24 000 тройских унций (750 кг) золота и 300 000 тройских унций (9 300 кг) серебра за период 1906–1941 годов.
Текущая деятельность в области развития, которая может привести к возобновлению добычи, осуществляется в Кордеро (золото и серебро), Кордеро (галлий), Бакскин-Нэшнел (золото и серебро), Аврора (англ. Aurora) (уран) и Дисастер Пик (англ. Disaster Peak) (золото). Крупнейшими работодателями в McDermitt являются The Say When Bar, Restaurant & Casino и The McDermitt Combined School.

## Достопримечательности
Государственная граница проходит через гостиницу White Horse Inn, историческую достопримечательность, которая сейчас восстанавливается. В прошлом была салуном, отелем и (как сообщается) борделем. Когда она была открыта, еду можно было заказать и оплатить в Орегоне, избегая налога с продаж штата Невада.

## Образование
Школьный округ округа Гумбольдт в этом сообществе управляет школой «McDermitt Combined School», образовательным учреждением от детского сада до двенадцатого класса школы (К-12).
Макдермитт имеет публичную библиотеку, филиал библиотеки округа Гумбольдт.

## Транспорт
- Аэропорт Макдермитт